# Става Млини
Маяк «Става Млини» у Свиноусті (пол. Stawa Młyny) — навігаційний знак у формі стилізованого маяка, розташований на західному березі входу в порт міста Свиноусті, Польща. Один з найвідоміших символів міста, який являє собою білу вежу у формі вітряка.

## Характеристики
Става Млини разом зі Ставою Галерова, що лежить за 522 м на південь від неї, визначають створний вогонь 170°12′, який веде вздовж фарватеру до порту у Свиноусті. На вершині Стави Млини розміщено створний вогонь: білий, переривчастий, з періодом світіння 10 с (7,5 с світло, 2,5 с перерва), видимий у секторі 166°12′-174°12′, висота світла над водою 11 м, дальність світла 17 морських миль.

## Опис
Маяк має висоту 10 м, пофарбований у білий колір та чорний дах. Його було збудовано у 1873-1874 роках під час модернізації фарватерного каналу.
Вітряк — один із символів Свиноустя, частина офіційного логотипу міста. Зображення з вітряком часто використовують у рекламних матеріалах, на листівках зі Свиноусті, обкладинках путівників тощо.

## Легенда
Зі Ставою Млини пов'язана легенда. Коли Свиноустя стало портовим містом, його мешканці почали працювати на кораблях, вирушаючи в далекі подорожі. Дружини чекали на моряків, які поверталися виснаженими та старими. Одна з них, Аліція, засмучена появою свого коханого Кшиштофа, вночі пішла на море та плакала. Таємничий голос наказав їй звернутися по допомогу до вітряка, що стояв позаду неї, з якого вийшов старий мірошник. Він сказав Аліції прийти наступного дня з чоловіком; потім наказав їй побити його багнюкою, скупатися в морі та погуляти. Через тиждень вона відвела його до вітряка. Через деякий час чоловік Аліції вийшов зсередини помолоділим. Інші моряки швидко почали відвідувати вітряк. Однак, коли старий мірошник помер, виявилося, що ніхто не знає секретів його лікування, і механізм вітряка зупинився. Попри це, люди, які прагнули омолодження, все ще приходили — і досі приходять — до Свиноустя, щоб обливатися багнюкою, купатися та ходити.

## Става Млини в культурі
У 1976 році маяк використали у фільмі «Доглядач маяка» режисера Зигмунта Сконєчного. Тоді додали невелику будівлю й балкон, які знесли після завершення зйомок.

## Галерея

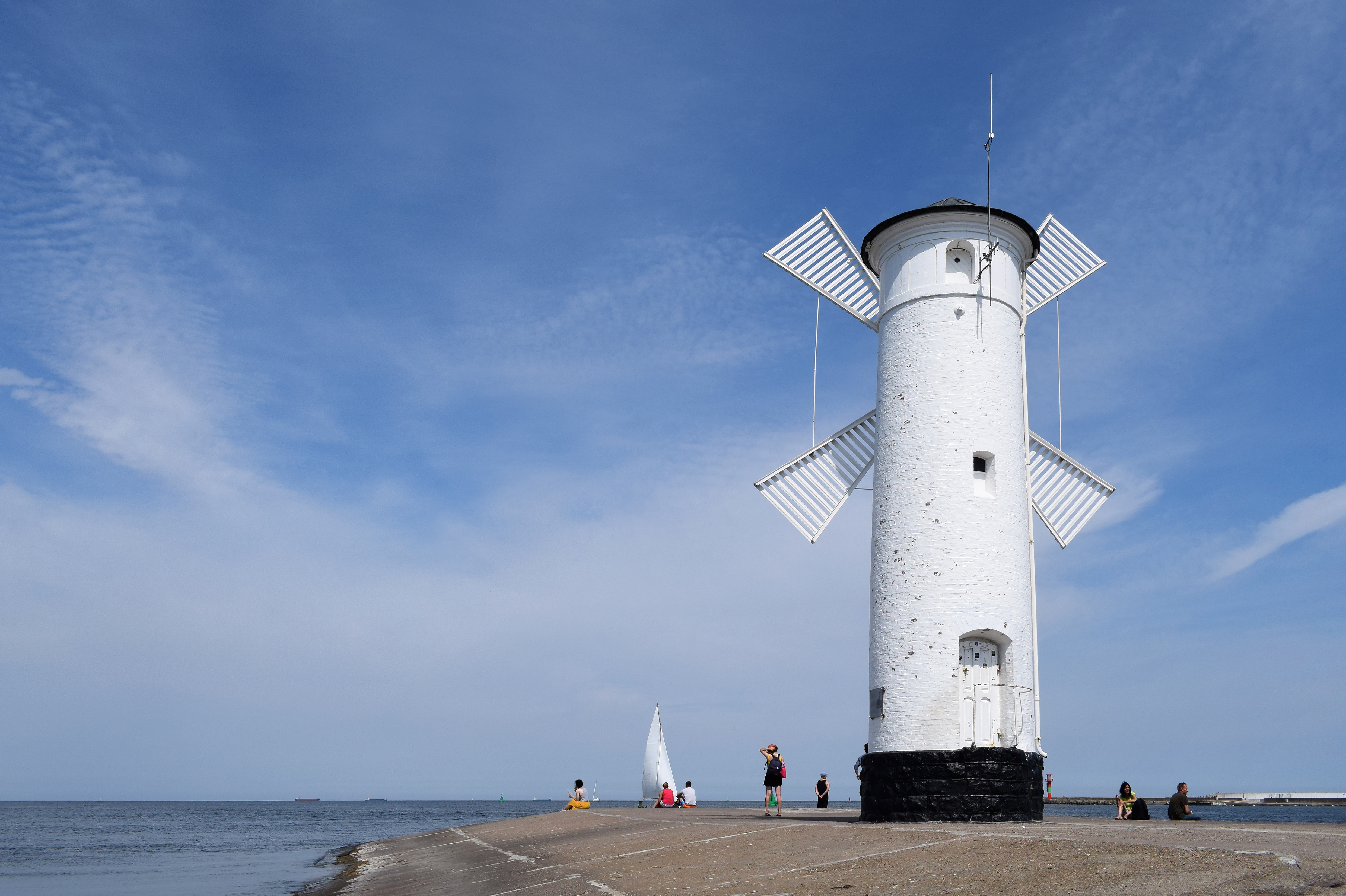
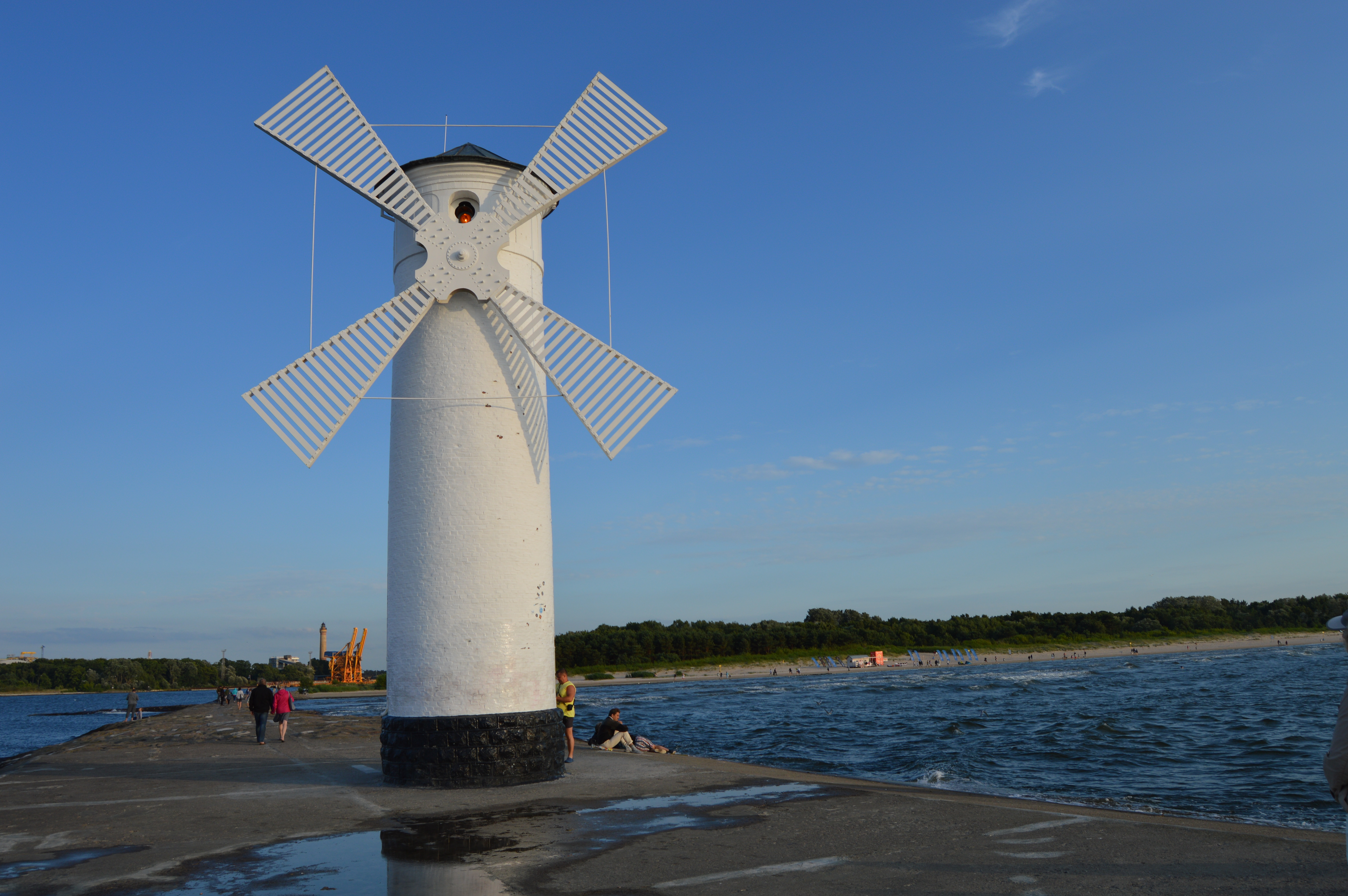
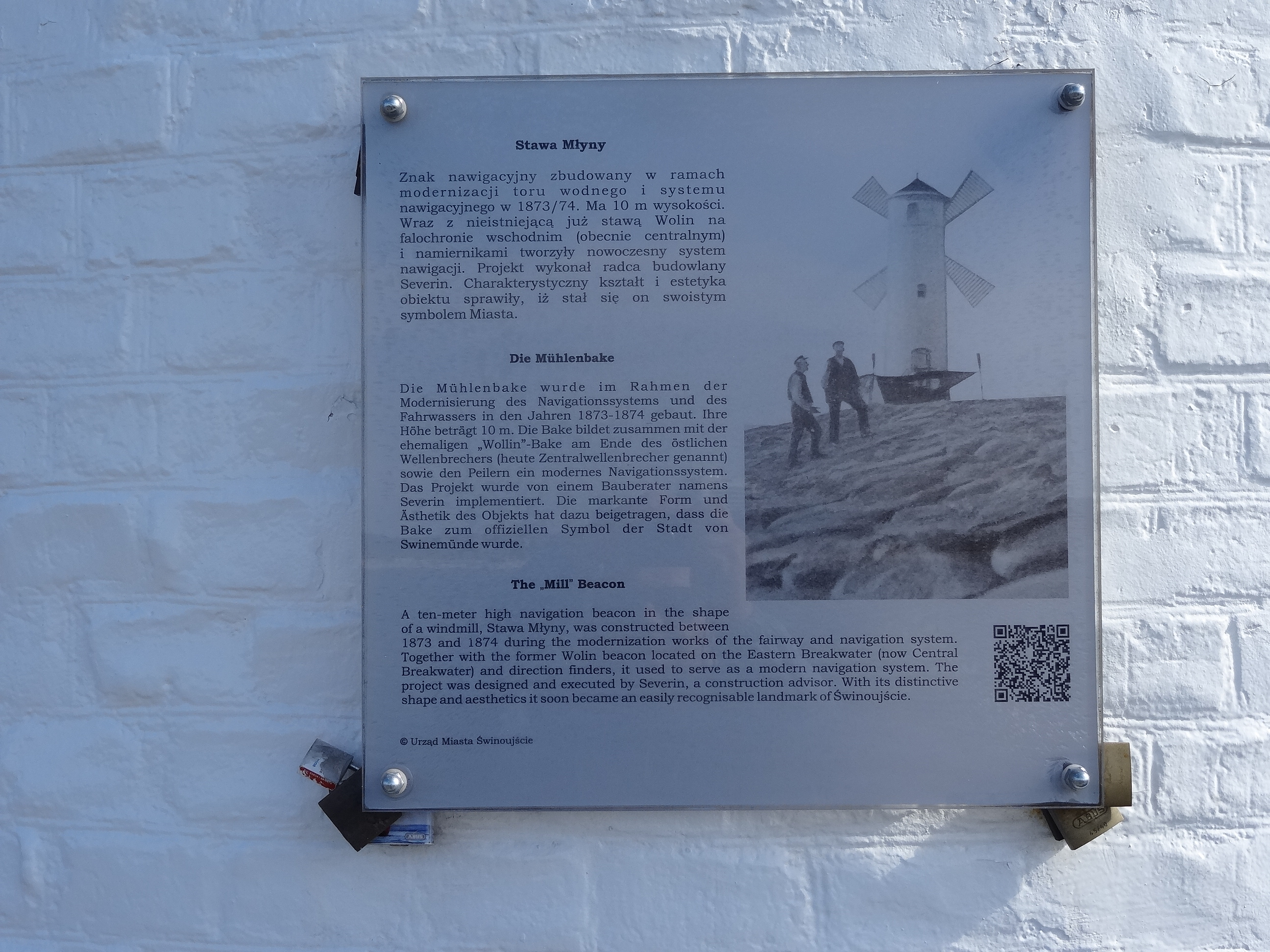